# 喀里多尼亞鎮區 (伊利諾伊州布恩縣)
喀里多尼亞鎮區（英語：Caledonia Township）是位於美國伊利諾伊州布恩縣的一個行政鎮區。

## 地方資料
根據2010年美國人口普查的數據，喀里多尼亞鎮區的面積為63.10平方千米，當中陸地面積為62.80平方千米，而水域面積為0.30平方千米。當地共有人口7397人，而人口密度為每平方千米117.23人。